# Bond (cratera)
A cratera Bond é uma cratera de impacto no quadrângulo de Argyre, em Marte. Ela se localiza a 33.2º latitude sul e 36º longitude oeste, possui 110.65 km de diâmetro e recebeu este nome em honra a George Phillips Bond, um astrônomo americano.